# Serrenti
Serrenti – miejscowość i gmina we Włoszech, w regionie Sardynia, w prowincji Sud Sardynia.
Według danych na rok 2004 gminę zamieszkiwały 5174 osoby, 123,2 os./km². Graniczy z Furtei, Guasila, Nuraminis, Samassi, Samatzai, Sanluri i Serramanna.